# 気になるヨメさん
『気になるヨメさん』（きになるヨメさん）は、星里もちるによる日本の漫画。『ビッグコミックスピリッツ極上増刊号 Manpuku!』（小学館）1999年1月14日号から2000年9月17号に連載（第1巻に収録）、のち『ビッグコミックスピリッツ新増刊山田』（同）2000年1号から2002年5号まで連載（第2巻に収録）。
1971年作品のテレビドラマ『気になる嫁さん』がタイトルの元となっている。

## あらすじ
マツタケ製紙に勤務する塚本範男は、熱愛している酒井加奈子と結婚し、披露宴を挙げた。後日、区役所に結婚届を提出しに出かけた加菜子は、生来の出たがり症でタイヨウ堂が主催するミスルームハリケンに出場してグランプリを受賞してしまい、結婚届を出しそびれてしまう。その結果、加菜子は1年間のミスタイヨウ堂に任命されてしまった。そのタイヨウ堂はマツタケ製紙の大得意であったことから、未婚ならミスでも嘘ではないとして、塚本は保積営業部長から結婚届の届出の1年間延期を言い渡されてしまう。かくして塚本と加菜子は、結婚しているが独身として生活を余儀なくされる。

## 登場人物
塚本 範男（つかもと のりお）
マツタケ製紙に勤務。妻の加菜子がミスタイヨウ堂に任命されてしまったことから、1年間の独身生活を余儀なくされる。また、タイヨウ堂の商品開発チームとの業務を指示される。タイヨウ堂の森田社長が加菜子に会いに突然押し掛けてくることが多く、社費で自宅付近に部屋を借りることとなった。このことが発覚してタイヨウ堂との関係が悪化したら解雇と言い渡されている。加菜子とはたいへん愛し合っており、加菜子からは「のりちゃん」と呼ばれている。
酒井 加菜子（さかい かなこ）
塚本の妻。出たがり症で飛び入り参加したイベントでミスルームハリケンになってしまったことから、1年の任期で初代ミスタイヨウ堂に任命されていしまった。塚本の妻として関係者に会う場合は変装し、関西弁を話す。しかし関西弁は付け焼刃でヘンテコ。

### マツタケ製紙
塚本が勤務する会社。
保積 営業部長
塚本の結婚披露宴に参加しており、得意先のタイヨウ堂が主催するミスルームハリケンのイベントの現場に居合わせた。塚本の妻・加菜子が受賞してしまったことで、事を上手く収める為に、塚本に業務命令として入籍の1年延期を指示した。営業としての能力はあり、気配りを欠かさず悪意は全くない。しかし塚本への評価は「信頼するに値しない人物」とのこと。
坪田めぐみ（つぼた めぐみ）
経理部所属。塚本には、新入社員の研修で好印象を抱き憧れている。引っ込み思案で、気が弱く、物事を悪い方向に考え勝ち。ルミにはメグと呼ばれている
ルミちゃん
総務部所属ようだ。業務情報などを利用してめぐみの恋愛成就に助言などを行うなど背中を押す。

### タイヨウ堂
ルームハリケンを発売する玩具メーカー。
森田 社長
加菜子をとても気に入っている。突然に加菜子の家に押しかけるほど。下心や悪意はない。
タイヨウ堂の開発プロジェクトチーム
チーフの野田が離婚したため、現在は全員独身。しかし男性スタッフは結婚願望が強い。村野以外の男性スタッフは村野の恋愛事情により迷惑を受けており、村野に結婚させようとしている。男性陣は全て加菜子のファンで、加菜子親衛隊を組織する。
村野
タイヨウ堂の開発プロジェクトのチーフ。既婚者だったが、近頃離婚していた。亭主関白で、妻に束縛を感じたことが離婚の原因のようだ。元妻の名前は妙子。しかし結婚には未練があるようで、新婚家庭に押しかけて離縁させることが趣味となっている新婚キラーと呼ばれている。しかし極度の世話好きであるだけで悪意は無い。
鎌田さん
タイヨウ堂開の発プロジェクトの女性スタッフ。ミスコンをはじめ女性蔑視やセクハラには事ある毎に強く反発する。

### その他
加菜子の父
ミスやキャンペーンガールには良い印象を持っていない。娘の結婚は元から反対なようだ。
由香利
保積部長の娘。遠藤直樹との結婚の許しを保積に持ちかけてきた。
遠藤 直樹
由香利の恋人。売れない画家。
平井 祐希
酒井加奈子のファンのカメラ小僧の一人。カメラ小僧の中でも最も加菜子に好意を抱いている。
杉山 カオリ
第2回ミスタイヨウ堂。第1回の優勝候補で、飛び入り参加してきた加菜子により受賞を阻まれた。1年の屈辱の為に加菜子に復讐をする。
ゆに～く関根
芸能人。テレビ番組の「ガサ入れお宅訪問」のリポーター。モデルは関根勤のようだ。ラジオ番組コサキンでワァオで取り上げられるように仕込んだネタとのこと。

## 単行本
いずれも小学館ビッグコミックスで、全2巻。第2巻には『東京ラビリンス』前中後編を併せて収録。
- 第1巻 （2002年8月1日発行）ISBN 4-09-186421-X
- 第2巻 （2003年1月5日発行）ISBN 4-09-186422-8